# تجمع صحة الأمهات السود
تجمع صحة الأمهات السُود هو تجمُع مؤلف من معظم الأعضاء الأميركيين من أصول إفريقية في كونغرس الولايات المتحدة. تم تأسيسه في أبريل 2019 بواسطة عضوتي الكونغرس ألما آدم من ولاية كارولينا الشمالية ولورين أندروود من إلينوي، وتشغلان حاليًا منصبًا كرئيسين مشاركين.

## التاريخ
تأسس تجمع صحة الأمهات السُود من أجل «تحسين نتائج صحة الأمهات السود»، حيث أشار المؤسسون إلى إحصائيات تفيد بأن الولايات المتحدة لديها أسوأ معدلات وفيات أمهات بين الدول المتقدمة، حيث تبلغ الوفيات 18 وفاة لكل 10000 ولادة حية، وتزيد هذه النسبة بين النساء السود، حيث بلغت الوفيات 40 حالة وفاة لكل 100000 ولادة حية.
اعتبارًا من عام 2019، ينتمي خمسة وسبعون من أعضاء مجلس النواب بالولايات المتحدة إلى المؤتمر، بما في ذلك الدعم المقدم من رئيسة مجلس النواب بالولايات المتحدة نانسي بيلوسي وزعيم الأغلبية في مجلس النواب ستيني هوير وزعماء آخرون داخل التجمع الديمقراطي.